# Bathylaimus filicaudatus
Bathylaimus filicaudatus is een rondwormensoort uit de familie van de Tripyloididae. De wetenschappelijke naam van de soort is voor het eerst geldig gepubliceerd in 1931 door Schuurmans Stekhoven & Adam.